# Кубок домашних наций 1895
Кубок домашних наций 1895 (англ. 1895 Home Nations Championship — Чемпионат домашних наций 1895) — тринадцатый в истории регби Кубок домашних наций, прародитель современного регбийного Кубка шести наций. В четвёртый раз единоличным победителем кубка стала Шотландия, выиграв «Тройную корону» и Кубок Калькутты.

## Итоговая таблица
| Место | Сборная   | Игры    | Игры   | Игры  | Игры      | Очки в матчах* | Очки в матчах* | Очки в матчах* | Очки в турнире** |
| Место | Сборная   | Сыграно | Победы | Ничьи | Проигрыши | Забито         | Пропущено      | Разница        | Очки в турнире** |
| ----- | --------- | ------- | ------ | ----- | --------- | -------------- | -------------- | -------------- | ---------------- |
| 1     | Шотландия | 3       | 3      | 0     | 0         | 17             | 7              | +10            | 6                |
| 2     | Англия    | 3       | 2      | 0     | 1         | 23             | 15             | +8             | 4                |
| 3     | Уэльс     | 3       | 1      | 0     | 2         | 15             | 22             | −7             | 2                |
| 4     | Ирландия  | 3       | 0      | 0     | 3         | 6              | 17             | −11            | 0                |

*В этом сезоне очки начислялись по следующим правилам: попытка — 3 очка, забитый после попытки гол — 2 очка, дроп-гол и гол с отметки — 4 очка, гол с пенальти — 3 очка.

**Два очка за победу, одно за ничью, ноль за поражение.

## Сыгранные матчи
- 5 января 1895, Суонси: Уэльс 6:14 Англия
- 26 января 1895, Эдинбург: Шотландия 5:4 Уэльс
- 2 февраля 1895, Дублин: Ирландия 3:6 Англия
- 2 марта 1895, Эдинбург: Шотландия 6:0 Ирландия
- 9 марта 1895, Ричмонд: Англия 3:6 Шотландия
- 16 марта 1895, Кардифф: Уэльс 5:3 Ирландия